# 副雲南魚屬
副雲南魚屬（學名：Parayunnanolepis），為盾皮魚綱下的一属魚類，西屯副雲南魚全長僅6厘米左右，化石發現於中國雲南的曲靖。

## 發現與研究
副雲南魚的名字來自於發現地點（模氏種名來自於化石的地層西屯組），首批化石標本發現於1987年的翠峰山，分為三件：
- IVPP V 11679.1：正模標本，一件頭部、軀體與尾部自然連接在一起的完整化石標本。
- IVPP V 11679.2：一件軀甲自然連接在一起的左胸鰭甲。
- IVPP V 11679.3：保存於IVPP V 11679.2標本上的左前背側片。

副雲南魚的體型小。眶窗大，體甲前後高度相同，背突和中背棘均發育。半月片（semilunar plate）呈三角形且特大。中腹片（median ventral plate）較小。背鰭只有一個。尾部細長，側扁，末端稍尖，比被覆蓋骨甲的頭、軀甲部分長。背稜鱗發育。無尾鰭葉。胸鰭甲末端止於軀甲後緣之前。鰭甲由五個縱列鰭片組成。